# Wipertiklause

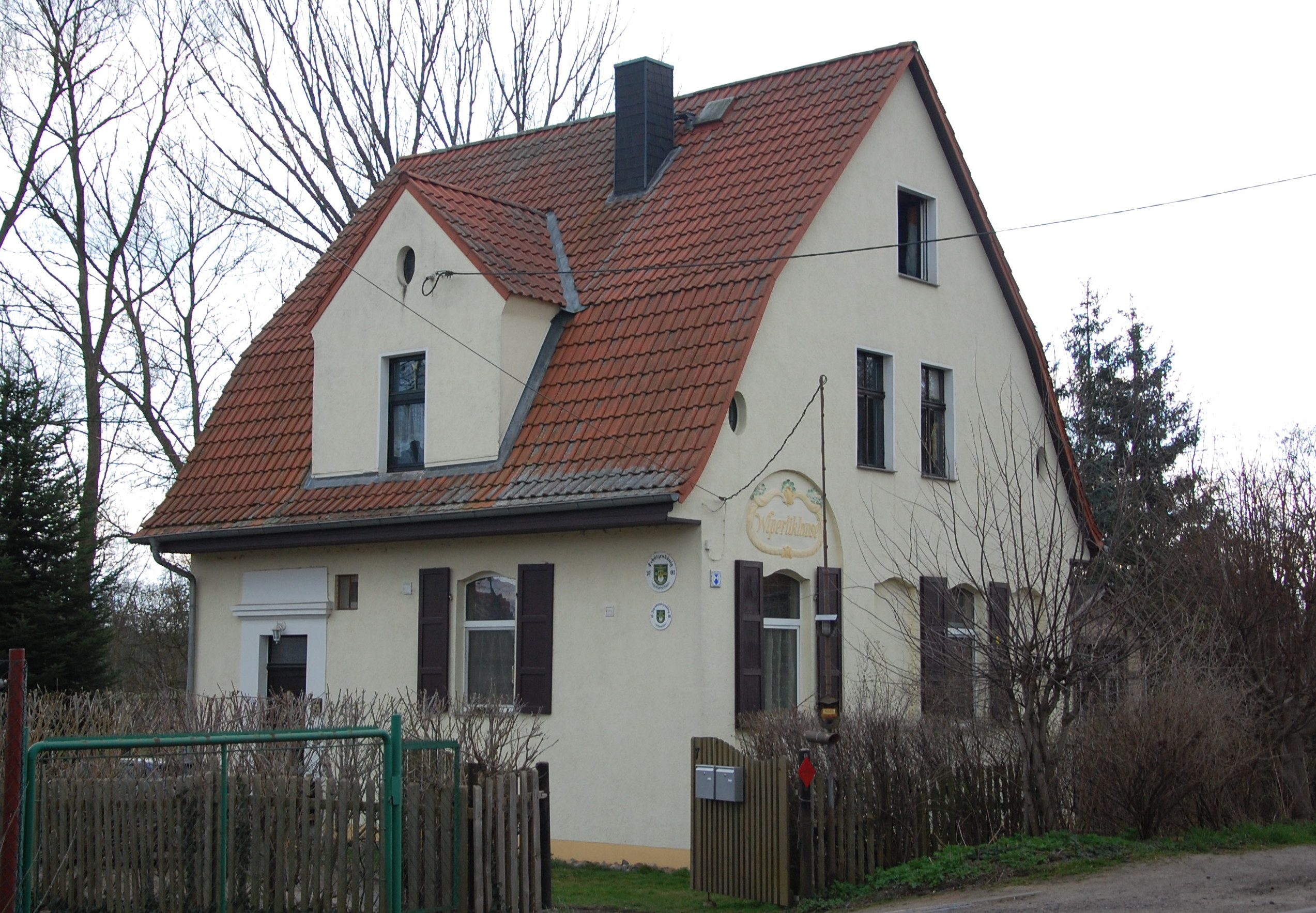
Wipertiklause

Die Wipertiklause ist ein denkmalgeschütztes Gebäude in der Stadt Quedlinburg in Sachsen-Anhalt.

## Lage
Sie befindet sich südwestlich des Quedlinburger Schloßbergs, nordöstlich des Waldgebiets Altenburg an der Adresse Wipertistraße 7 und ist im Quedlinburger Denkmalverzeichnis als Wohnhaus eingetragen. Östlich des Hauses verläuft der Mühlgraben.

## Architektur und Geschichte
Das eingeschossige, verputzte Gebäude entstand in der Zeit um 1925 unter Verwendung von Elementen des Neobarock. Es wurde als Gasthaus genutzt und befindet sich, trotz heutiger Wohnnutzung weitgehend im originalen Zustand. Es bestehen noch die ursprünglichen Fensterläden. Die Ende des 20. Jahrhunderts noch vorhandenen originalen Fenster wurden etwa Anfang des 21. Jahrhunderts ersetzt. Am Haus befindet sich ein in Fachwerkbauweise errichteter Saal.